# Marianum (Kolozsvár)

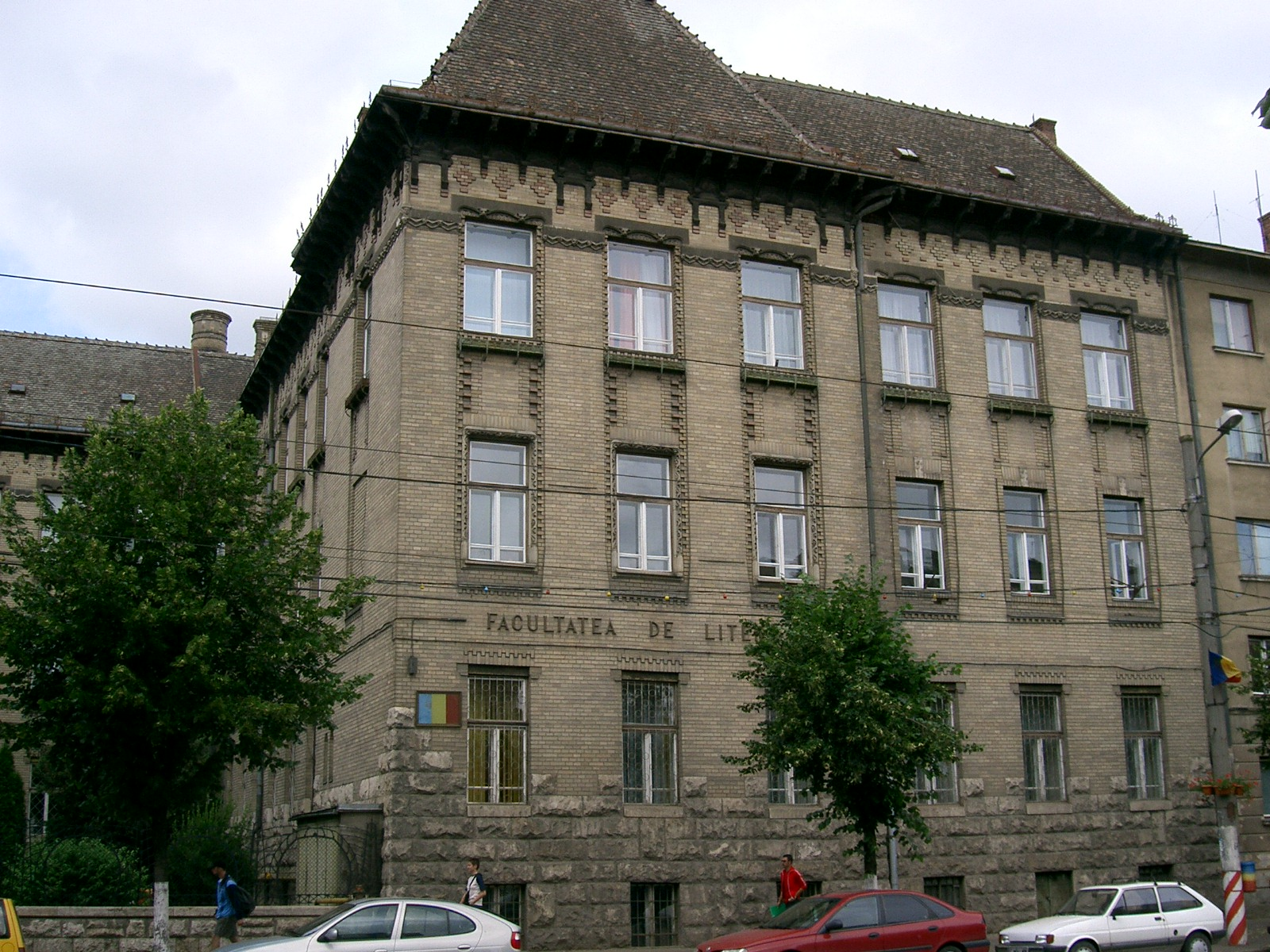
A Marianum ma a Babeș–Bolyai Tudományegyetem egyik épülete

A Marianum Kolozsvár hajdani katolikus leánynevelő intézete, illetve ennek az épülete a Horea úton (előtte Regele Ferdinand, előzőleg Ferenc József út). A romániai műemlékek  jegyzékében a CJ-II-m-B-07352 sorszámon szerepel. Az épületben jelenleg a Babeș–Bolyai Tudományegyetem bölcsészkara működik.

## Története
Az intézet 1910–1911-ben épült Hübner Jenő tervei alapján. A világháború előtti korszakban az egyik legmodernebb erdélyi iskolaépület volt (Kolozsvár egyik első vasbeton épülete), tornateremmel, fürdővel, internátussal. Az épület felszentelését 1911. december 10-én Majláth Gusztáv püspök végezte. Az intézet igazgatója a mindenkori kolozsvári belvárosi plébános volt, legelőször Hirschler József kanonok (1874–1936). Az iskolába egész Erdélyből jöttek növendékek, nemzetiségre és felekezetre való tekintet nélkül. 1914-ben elkezdték egy bentlakás felépítését, amelyet 1916-ban szenteltek fel, a Marianum mögött pedig 1924-ben egy házat építettek tanári és papi lakások számára.
Az épületben az idők folyamán négyféle tagozat működött: polgári leányiskola, elemi leányiskola, női felsőkereskedelmi iskola, leánygimnázium. 1911-1918 között egyéves női kereskedelmi szaktanfolyamot, illetve háztartási iskolát is tartottak. Az alagsorban működött a Providentia nyomda.
Az épület egyik szárnyát az 1944. június 2-ai légitámadás során találat érte. 1948-ban az egyházi iskolák államosításakor a Marianum mint intézet megszűnt, az épületet a Bolyai egyetem kapta meg, amely a humán tanszékeket telepítette ide. 1950 nyarán a földtan tanszék egyesült a földrajzzal és szintén a Marianum épületébe költöztek.
1911 és 1948 között 26 701 tanuló végzett itt, köztük 4404 bentlakó. Az intézet kiadványai: Értesítő (1911–38), Évkönyv (1942–43), Erdélyi Magyar Lányok ifjúsági folyóirat (1924–1931)
A Marianumbeli növendékek ünnepi egyenruhája a következőkből állt: hosszúujjú fehér blúz, sötétkék matrózgallér, kézelő három sor fehér zsinórral, sötétkék rakott szoknya, fekete flór harisnya és fekete cipő. Az iskolában az ékszerek viselését nem engedték meg.

## Képek

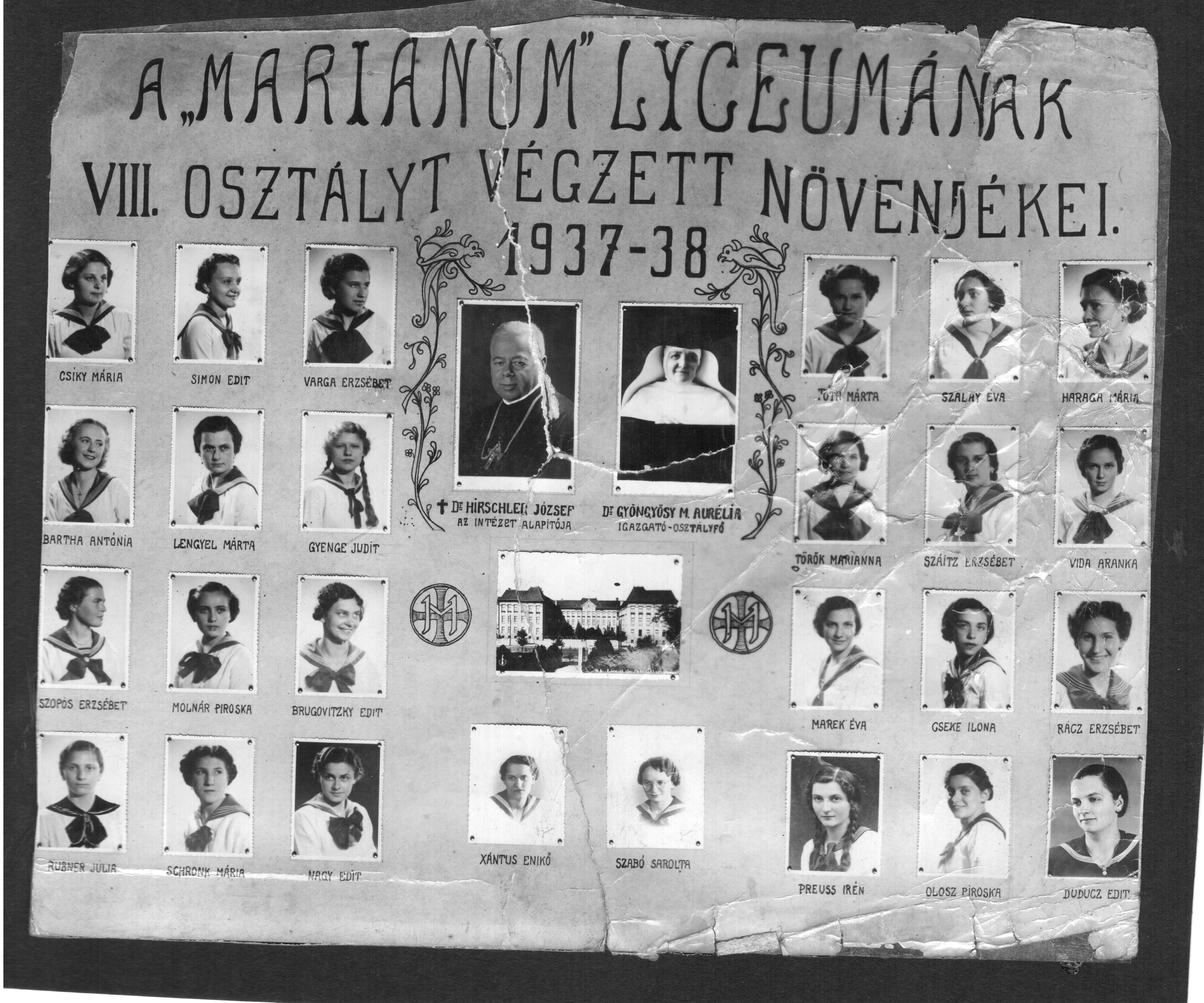
A Marianum 1937–38-ban végzett növendékei.
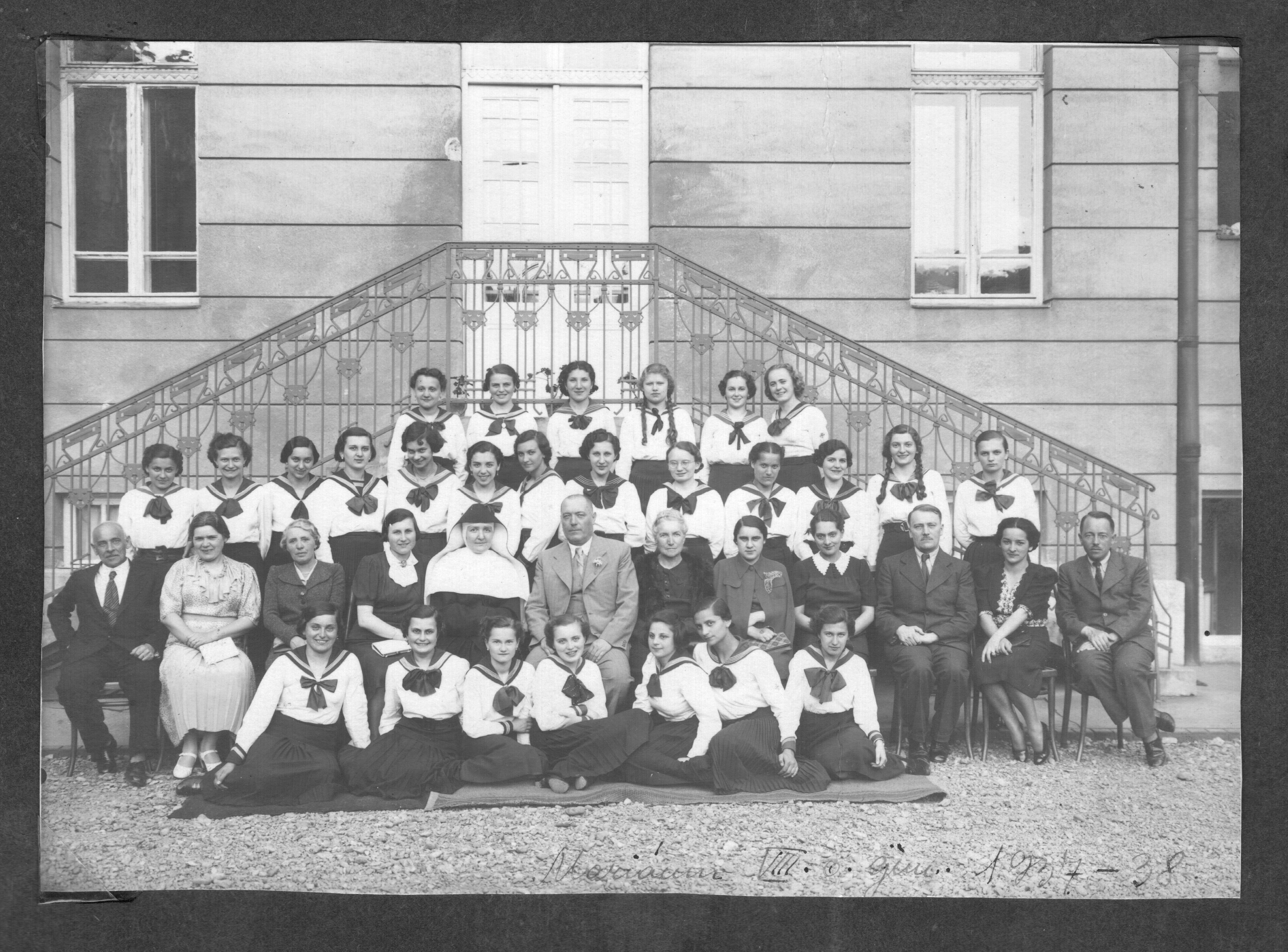
A Marianum egyik osztálya, 1938.
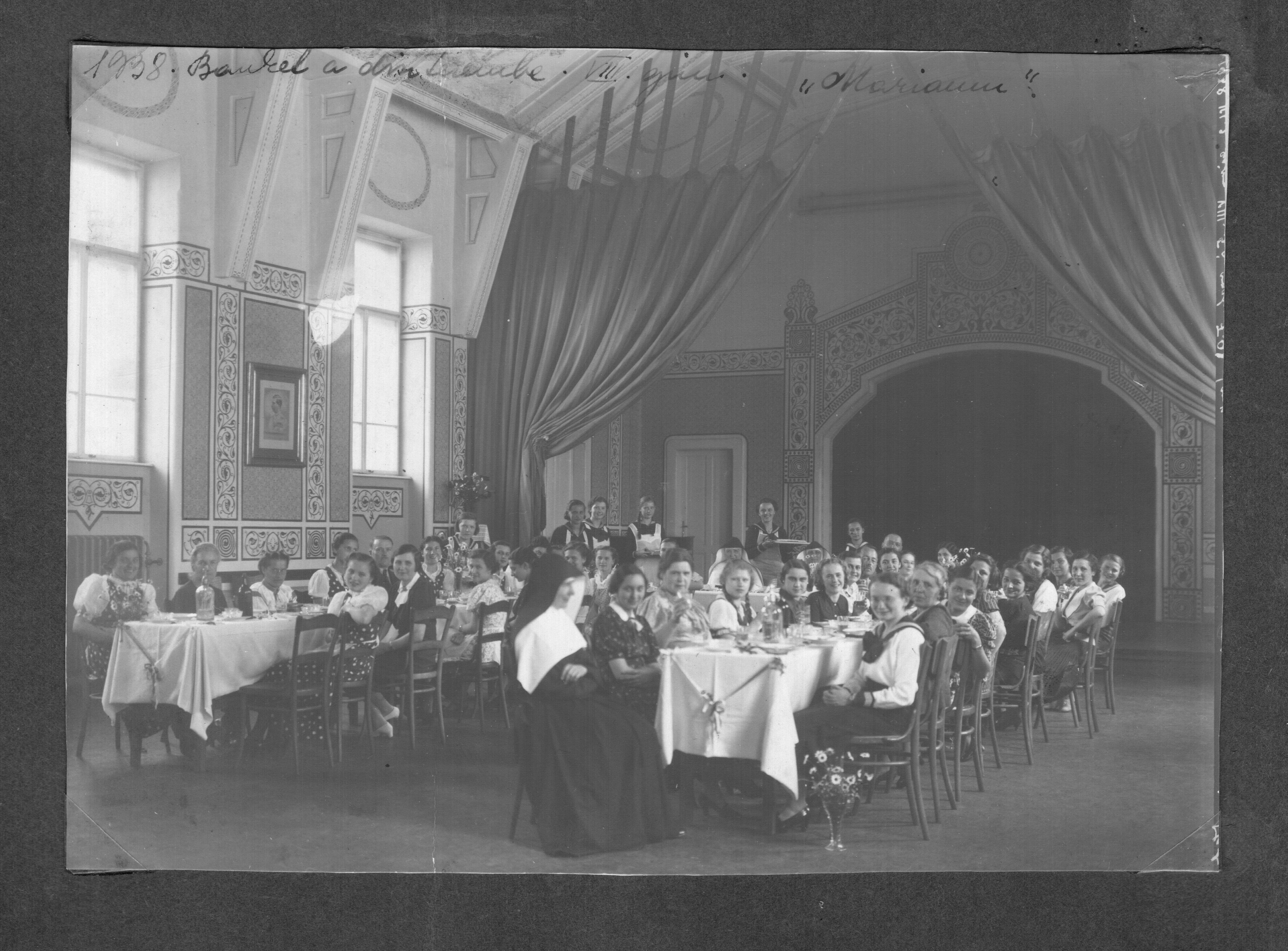
A Marianum díszterme.
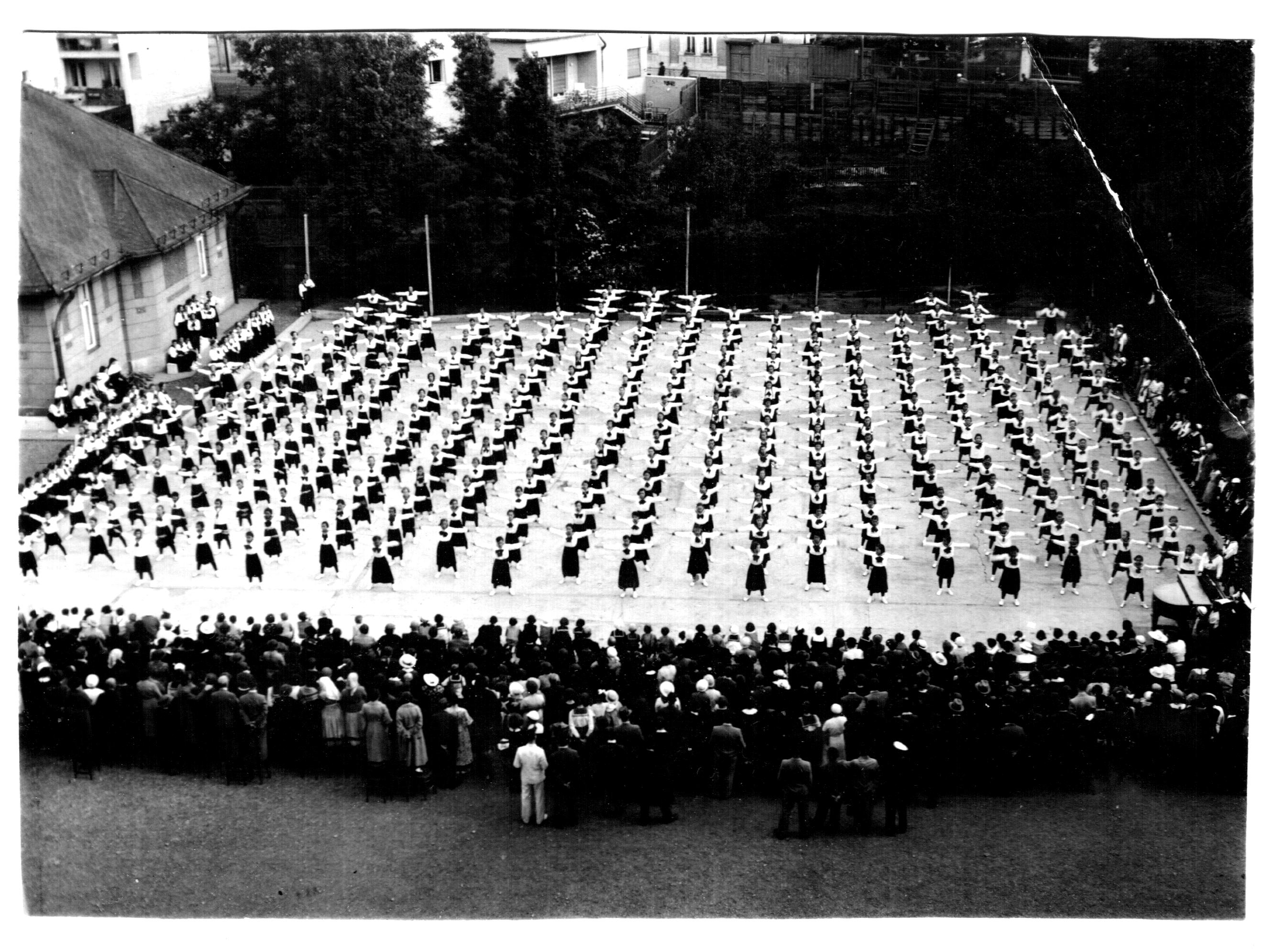
Tornavizsga 1936. május 27 -én
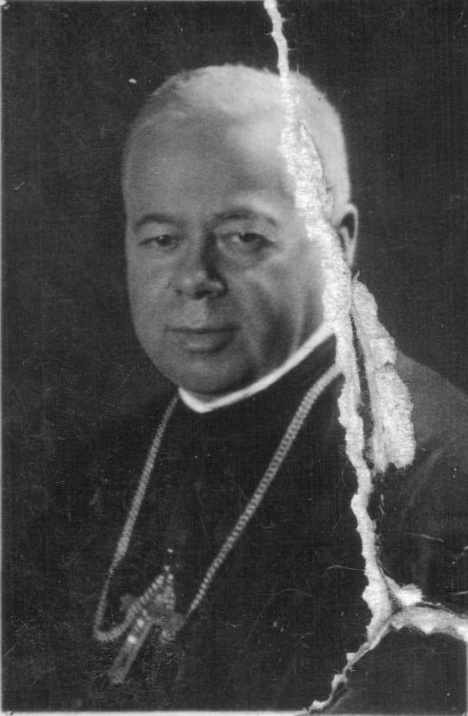
Dr.Hirschler József, az első igazgató

## Híres tanárok
| - Balogh Ernő (1882–1969) mineralógus és barlangkutató - Bitay Árpád (1896–1937) nyelvész-történész - Gergely Jenő (1896–1974) matematikus - György Dénes (1887–1983) szavalóművész - Lakatos István (1895–1989) zenetörténész és hegedűtanár | - Paull Aranka (a Ferenc József Tudományegyetem Földrajz Karának első női hallgatója volt) - Rajka László (1894–1938) filológus - Ruzitska Béla (1867–1942) vegyész - Szőkefalvi-Nagy Gyula (1887–1953) matematikus - id. Xántus János természetrajz-földrajz szakos tanár |